# Parabothus amaokai
Parabothus amaokai és un peix teleosti de la família dels bòtids i de l'ordre dels pleuronectiformes.

## Morfologia
Té 30 vèrtebres.

## Distribució geogràfica
Es troba a les costes del sud-est del Pacífic.